# Chontapunta
Chontapunta, alternative Schreibweise: Chonta Punta, ist eine Ortschaft und eine Parroquia rural („ländliches Kirchspiel“) im Kanton Tena der ecuadorianischen Provinz Napo. Die Parroquia Chontapunta besitzt eine Fläche von 975 km². Die Einwohnerzahl lag im Jahr 2010 bei 6687. Die Parroquia wurde am 30. April 1969 gegründet.

## Lage
Die Parroquia Chontapunta liegt in der vorandinen Region am Westrand des Amazonastieflands. Chontapunta erstreckt sich über den Osten des Kantons Tena. Der Río Napo durchquert das Gebiet in nordöstlicher Richtung und begrenzt die Parroquia im Anschluss im Osten. Der Hauptort Chontapunta befindet sich 50 km ostnordöstlich der Provinzhauptstadt Tena. Im Norden wird die Parroquia von den Flüssen Río Bueno und Río Suno begrenzt. Im Südosten verläuft der Río Shiripuno, ein Nebenfluss des Río Cononaco, entlang der Verwaltungsgebietsgrenze nach Osten. Die Ausläufer der Anden erreichen im Nordosten der Parroquia Höhen von mehr als 400 m.
Die Parroquia Chontapunta grenzt im Norden und im äußersten Nordosten an die Parroquias San José de Dahuano und Puerto Murialdo (beide im Kanton Loreto der Provinz Orellana), im Osten an die Parroquias La Belleza und Inés Arango (beide im Kanton Francisco de Orellana der Provinz Orellana), im Süden an die Parroquia Curaray (Kanton Arajuno, Provinz Pastaza) sowie im Westen an die Parroquia Ahuano.